# Leave It
A Leave It a Yes 1983-as száma. A 90125 című albumon kapott helyet, majd különböző kislemezekre is felkerült. Legismertebb az a verzió, melynek "A" oldalán az eredeti szám, a "B" oldalán pedig a szám a capella variánsa hallható. Egyes esetekben az Owner of a Lonely Heart "B" oldalaként tűnik fel, a harmadik változaton pedig a City of Love-val együtt hallható.
A Billboard Hot 100-as listáján a 24. helyezést érte el, a Mainstream Rock Tracks-én pedig a harmadikat.

## Az albumon
A 90125 hatodik száma, eredetileg a második lemezoldal második száma, a Cinemával együtt egyfajta bevezetést képez.

## A koncerteken
A Leave It hasonló szerepet töltött be a 9012Live turné során, minden előadásnak a második száma volt, mindenhol a Cinemát követte. Mind a 113 előadáson hallható volt, de más alkalmakon sohasem.

## Remixált verziók
A dalnak több remixváltozata is ismertté vált, melyek megtalálhatóak az 1984-es Twelve Inches on Tape című albumon. A kiadvány borítóján olvasható, hogy a szám négy fajta verziója hallható a felvételen, valamint egy Owner of a Lonely Heart remix is.
Ezenfelül a dal több kislemez B-oldalán is megtalálható.
A 2004-es 90125-öt feldolgozó remixalbumon is szerepel a szám: itt két fajta előadásmódban hallgathatjuk meg.

## Videók
Kevin Godley és Lol Creme kreatív duója készítette a számhoz a klipeket, összesen 15-öt. Az első videóban a zenészek egymás mellett állnak egy fehér háttér előtt (öltönyben), miközben imitálják az éneklést. Erre az alapötletre koncentrálva készített Godley és Creme 15 különböző változatot (nagy részükön ugyanaz a helyszín, csak fejjel lefelé).
Az egyik változatban csak Jon Anderson látható, egy másikban csak Trevor Rabin, megint egy másikban az öt tag lassan beleolvad a fehér háttérbe. Van olyan verzió, amiben koreografált mozdulatsorokat tesznek a zenészek, van olyan, ahol háttal állnak a kamerának, s a végső, 15. videóról azt állítják, hogy a zenészek ünneplik rajta a szám slágerlistás első helyét (valójában nem ért el ilyen kimagasló sikert). Ezt a végső változatot soha nem mutatták sehol, de a másik 14-et az MTV 1984 elején leadta műsorában. Ezt követően többnyire már csak az egyik variáns volt látható, különböző vizuális effektekkel kiegészítve.